# Top Gear Overdrive
Top Gear Overdrive est un jeu vidéo de course sorti en 1998 sur Nintendo 64. Le jeu a été développé par Snowblind Studios et édité par Kemco.
Le jeu fait partie de la série Top Gear.